# Księga Boby Fetta
Księga Boby Fetta (oryg. The Book of Boba Fett) – amerykański serial telewizyjny tworzony przez Jona Favreau, osadzony w świecie Gwiezdnych wojen. Jest to spin-off serialu The Mandalorian, opowiadający historię łowcy nagród Boby Fetta.
Producentami wykonawczymi są Jon Favreau, Dave Filoni, Robert Rodriguez, Colin Wilson oraz Kathleen Kennedy. W głównych rolach wystąpili Temuera Morrison, Ming-Na Wen oraz Pedro Pascal, którzy powtórzyli swoje role z serialu The Mandalorian i wcześniejszych produkcji ze świata Gwiezdnych wojen.
Serial zadebiutował 29 grudnia 2021 roku na platformie Disney+.

## Fabuła
Boba Fett i Fennec Shand próbują zdobyć rozpoznawalność na planecie Tatooine, przejmując terytorium kontrolowane niegdyś przez Jabbę Hutta.

## Obsada

### Główne role
- Temuera Morrison jako Boba Fett, łowca nagród i niezmodyfikowany genetycznie klon Jango Fetta, który wychowywał go jako własnego syna[2].
- Ming-Na Wen jako Fennec Shand, elitarna najemniczka i zabójczyni[2].
- Pedro Pascal jako Din Djarin / Mandalorianin, samotny mandaloriański łowca nagród, któremu wcześniej w poszukiwaniach pomagali Fett i Shand[3]. Pascal powtórzył swoją rolę z serialu The Mandalorian[3].

### Role drugoplanowe
- Matt Berry jako 8D8, droid w służbie Fetta[4][5],
- Jennifer Beals jako Garsa Fwip, kosmitka Twi’lek, która mieszka w Mos Espa na Tatooine i prowadzi kantynę zwaną The Sanctuary[5][4],
- David Pasquesi jako majordom Mok Shaiza – burmistrza Mos Espa[4][5].
- Carey Jones jako Krrsantan, Wookiee, który pracuje dla bliźniaków, kuzynów Jabby[6],
- Stephen Root jako Lortha Peel, handlarz wodą w Dzielnicy Roboczej Mos Espy[7],
- Sophie Thatcher jako Drash, przywódczyni grupy cyborgów, która staje po stronie Boby Fetta[8],
- Jordan Bolger jako Skad, członek grupy cyborgów[9],
- Danny Trejo jako trener rancorów, pracujący dla Boby Fetta[10],
- Stephen „Thundercat” Bruner jako artysta w Mos Eisley, który ratuje życie Shand[11].
- Emily Swallow jako przywódczyni mandaloriańskiego plemienia wojowników[12],
- Amy Sedaris jako Peli Motto, mechanik, która prowadzi port kosmiczny na Tatooine[12],
- Corey Burton jako Cad Bane, łowca nagród z planety Duros[13].
- Timothy Olyphant jako Cobb Vanth, szeryf miasta Mos Pelgo, który nosił zbroję Boby Fetta[13].
- Rosario Dawson jako Ahsoka Tano, Togrutanka, Jedi i była padawanka Anakina Skywalkera[13].
- Mark Hamill jako Luke Skywalker, mistrz Jedi i syn Anakina Skywalkera[13].

Robert Rodriguez podkłada głos pod trandoshańskiego przywódcę Dokk Strassi (granego przez Stephena Oyounga), a także Ithorianina Mok Shaiza. Sam Witwer, który podkładał głos Darthowi Maulowi w poprzednich filmach sagi, użycza głosu rodiańskiemu więźniowi. Mandy Kowalski i Skyler Bible pojawiają się jako odpowiednio Camie Marstrap i Laze „Fixer” Loneozner, postacie pierwotnie portretowane przez Koo Starka i Anthony’ego Forresta w usuniętej scenie z Nowej nadziei. Postać Peli Motto, grana przez Amy Sedaris w The Mandalorian, pojawia się na krótko w trzecim odcinku. Max Lloyd-Jones pojawia się jako porucznik Reed. Stephen Stanton podkłada głos liderowi Pyke’ów, którego gra Alfred Hsing, Phil LaMarr podkłada głos pod szefa Pyke’ów i Klatooinian, a Will Kirby pojawia się jako Karales, były łowca nagród.
W. Earl Brown, Paul Sun-Hyung Lee i Jon Favreau powtórzyli swoje role z serialu The Mandalorian, jako odpowiednio barman Weequay, pilot Carson Teva i Paz Vizsla (głos).
Dodatkowo w serialu pojawia się postać Grogu, stworzona przy pomocy lalek oraz efektów specjalnych.

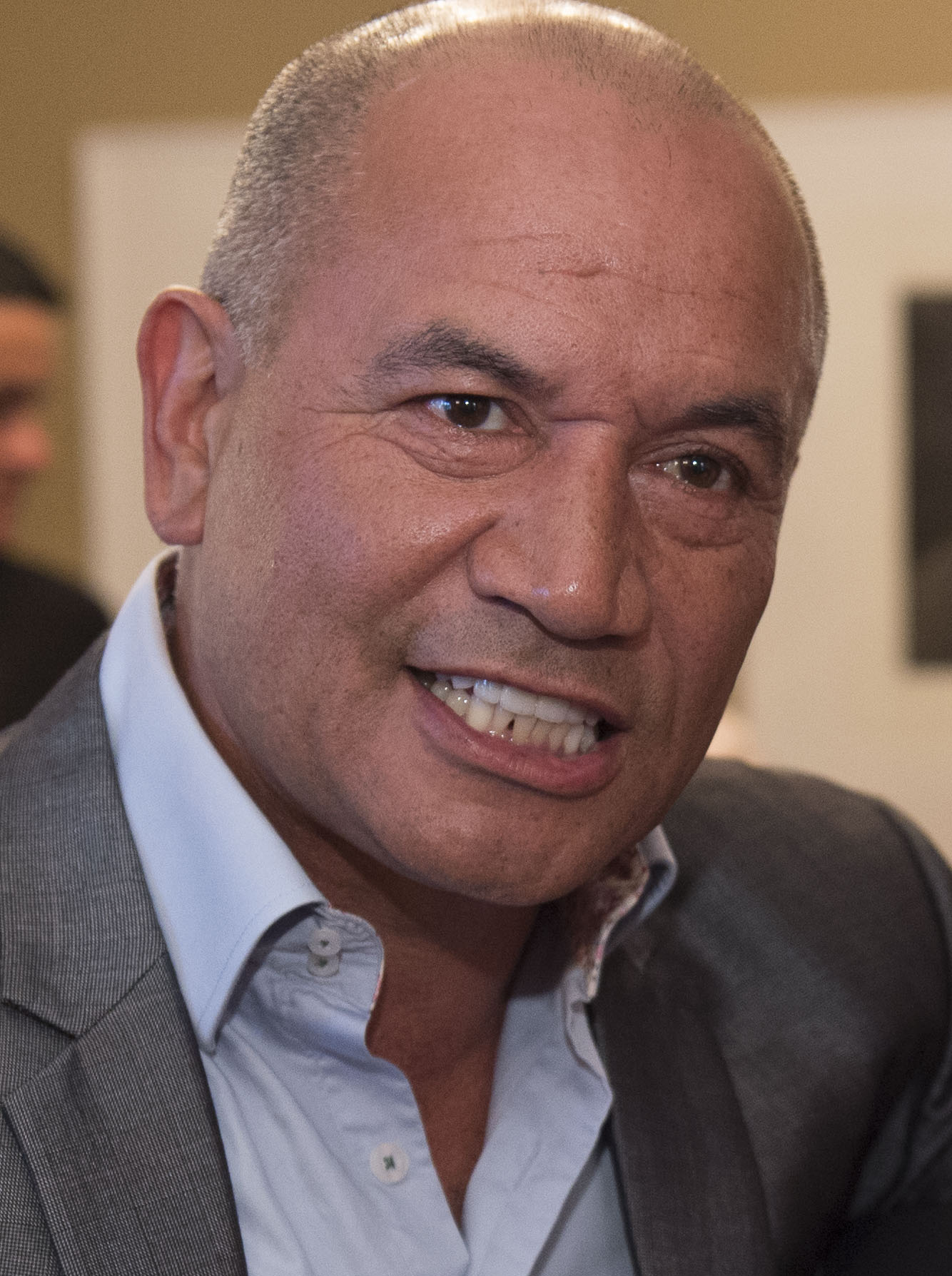
Temuera Morrison (Boba Fett)
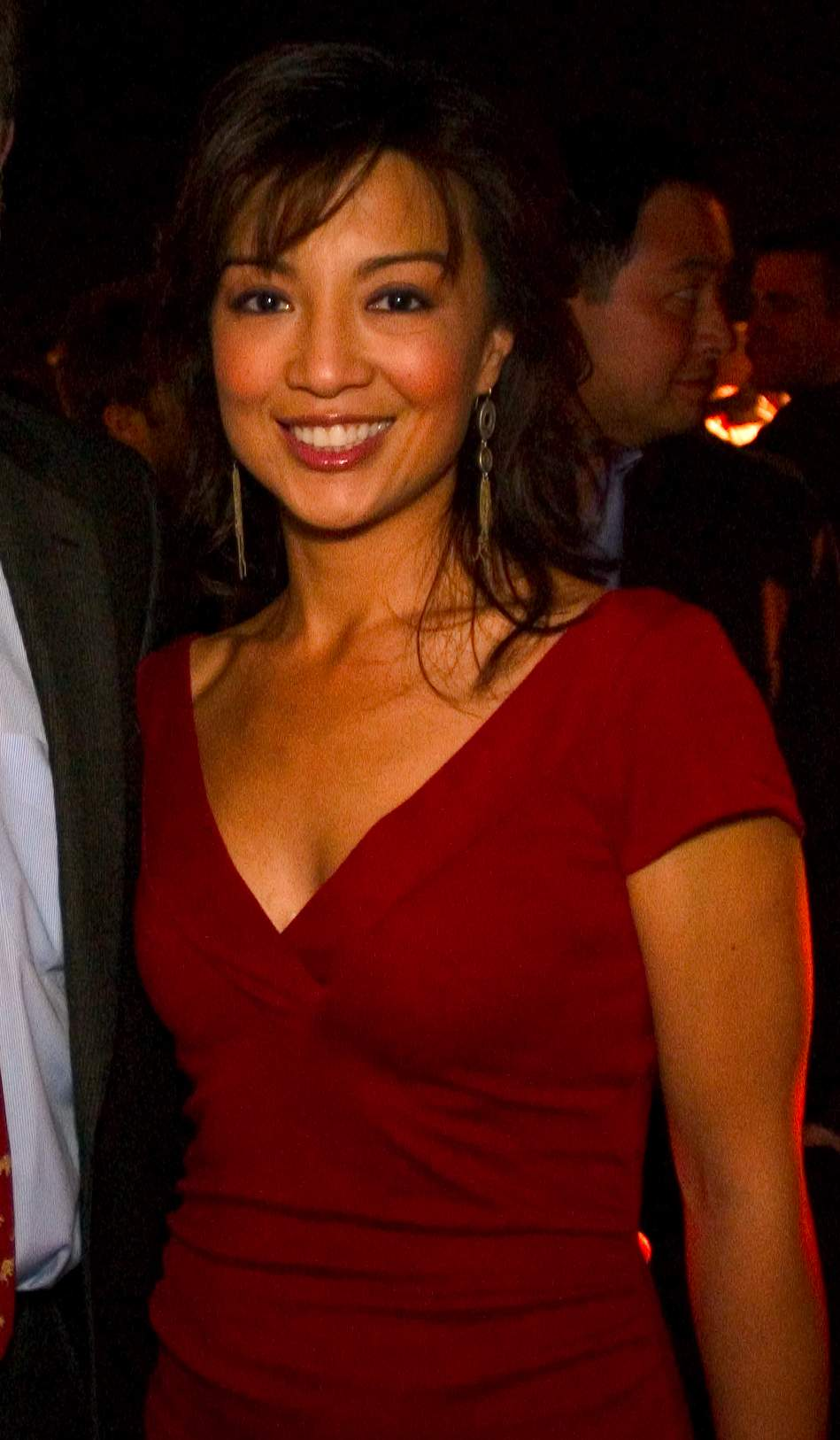
Ming-Na Wen (Fennec Shand)
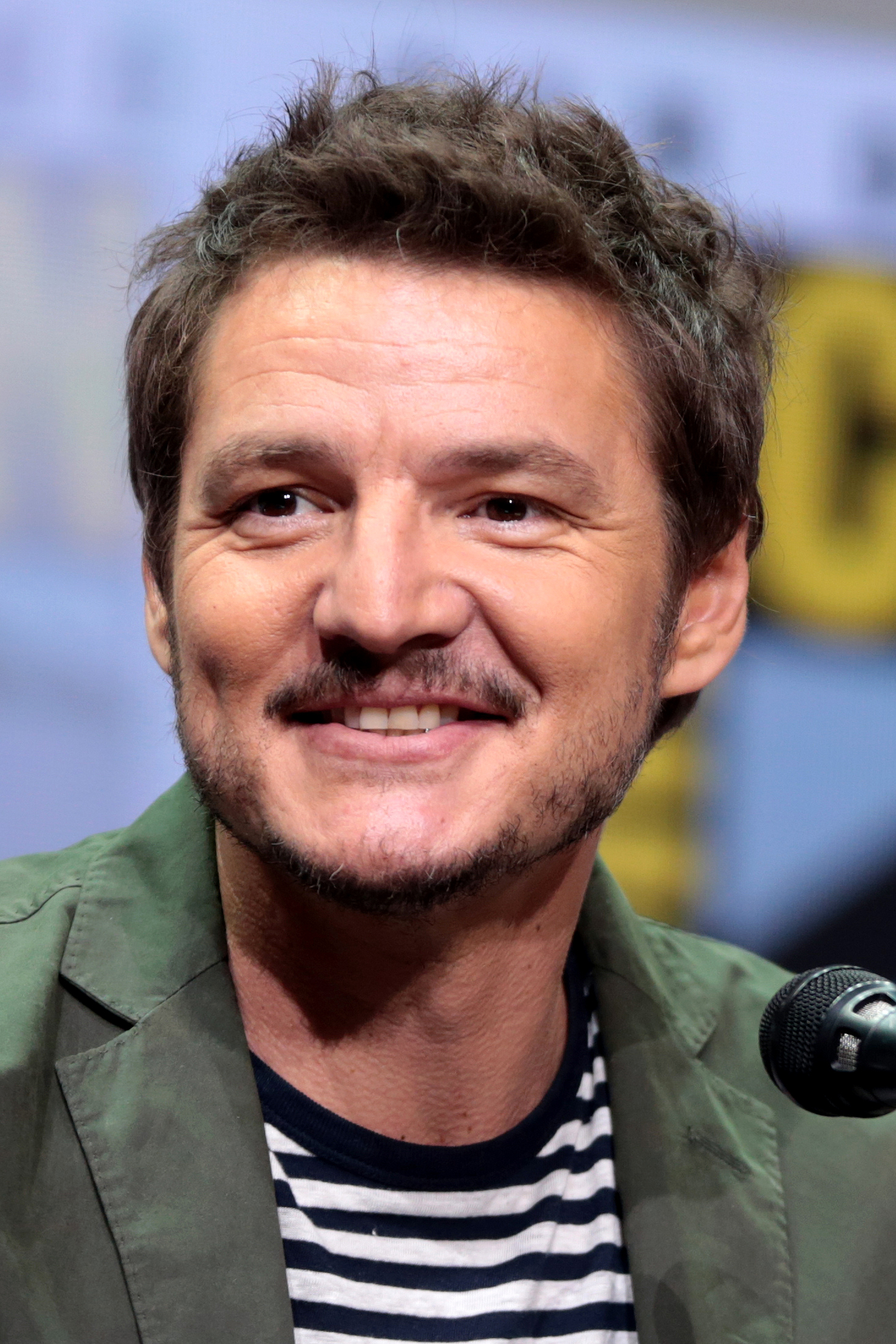
Pedro Pascal (Din Djarin / Mandalorianin)
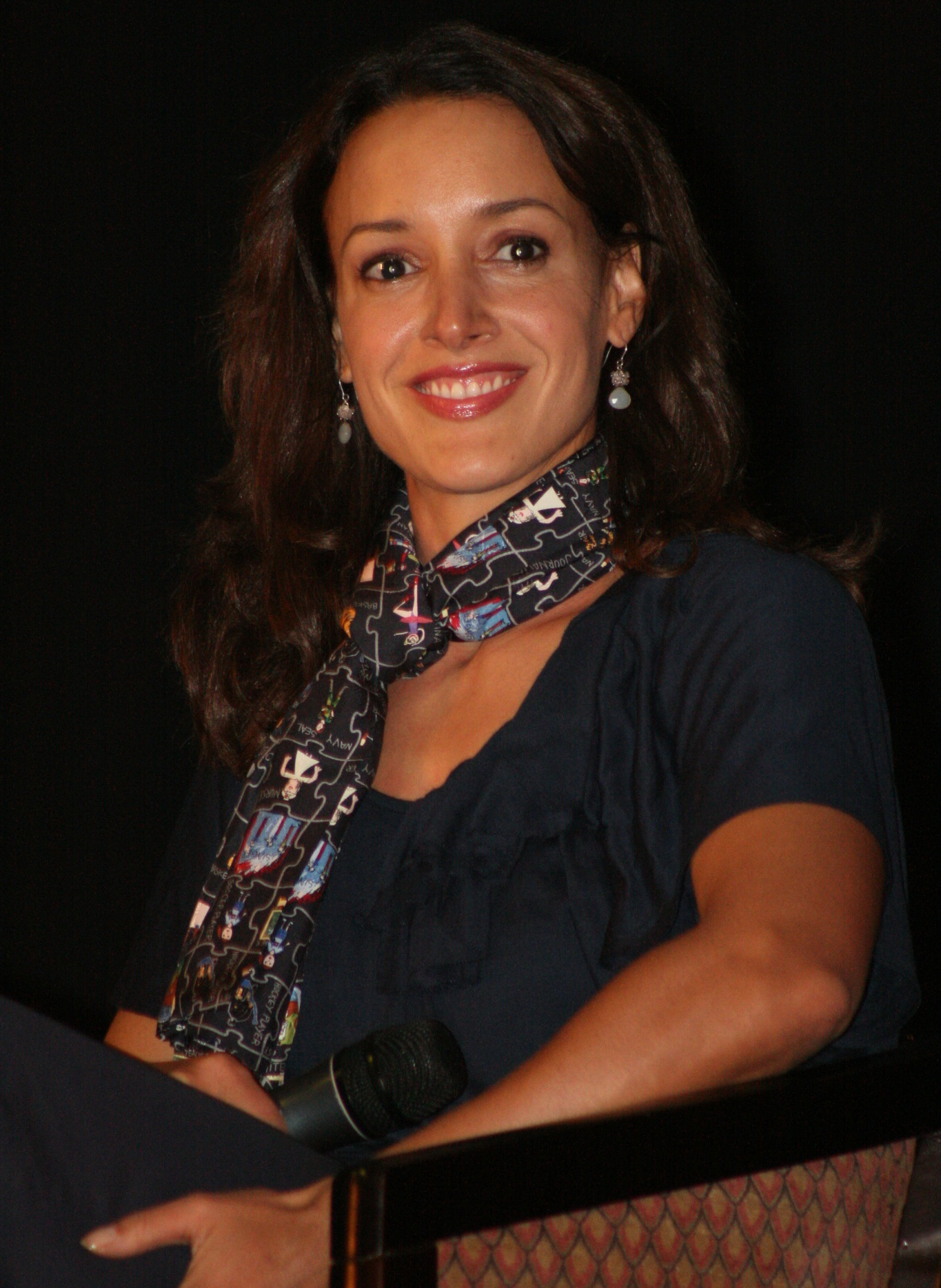
Jennifer Beals (Garsa Fwip)
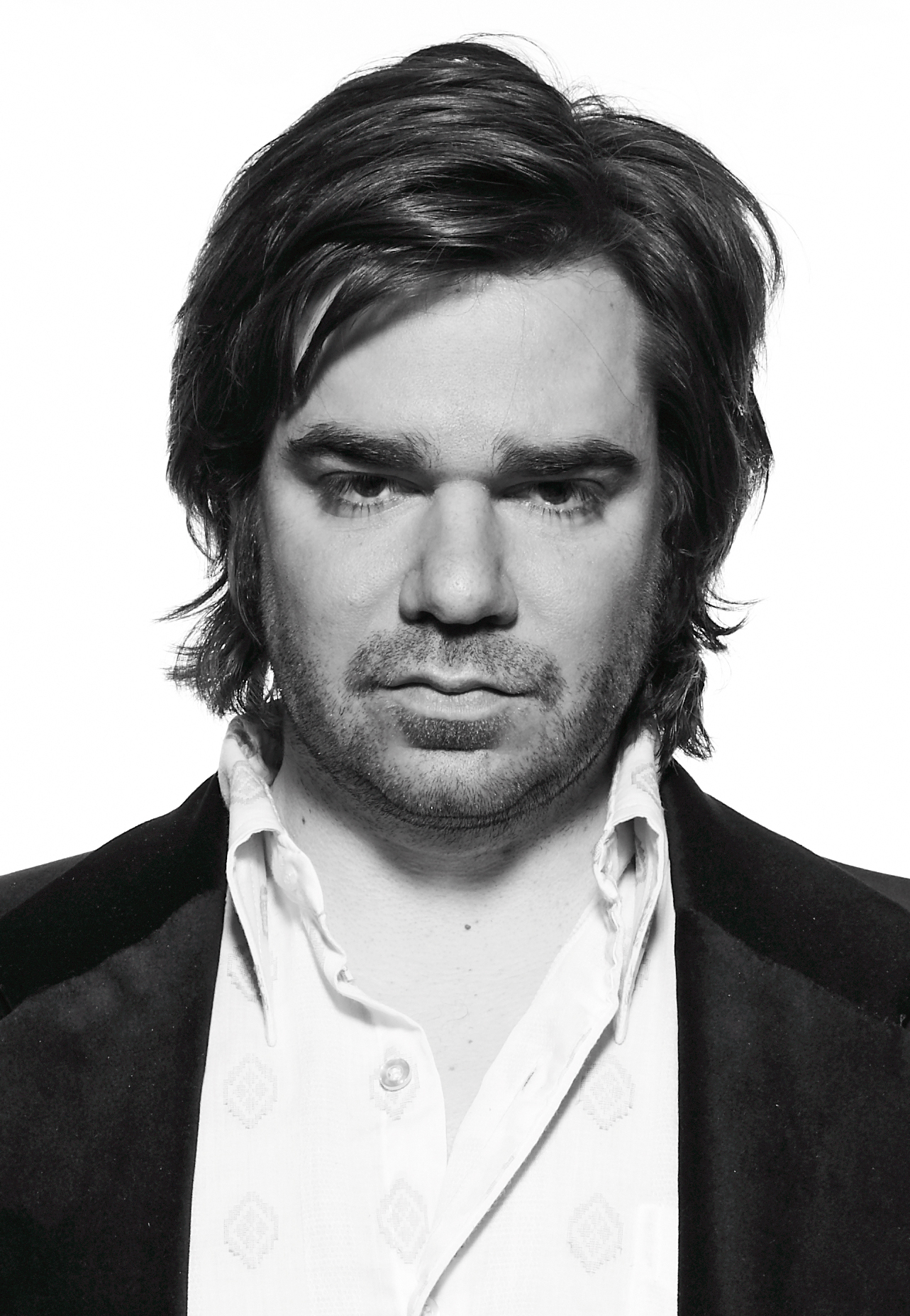
Matt Berry (8D8)

## Lista odcinków
| Nr | Tytuł                                       | Reżyseria           | Scenariusz                | Premiera (Disney+) |
| -- | ------------------------------------------- | ------------------- | ------------------------- | ------------------ |
| 1  | Chapter 1: Stranger in a Strange Land       | Robert Rodriguez    | Jon Favreau               | 29 grudnia 2021    |
| 2  | Chapter 2: The Tribes of Tatooine           | Steph Green         | Jon Favreau               | 5 stycznia 2022    |
| 3  | Chapter 3: The Streets of Mos Espa          | Robert Rodriguez    | Jon Favreau               | 12 stycznia 2022   |
| 4  | Chapter 4: The Gathering Storm              | Kevin Tancharoen    | Jon Favreau               | 19 stycznia 2022   |
| 5  | Chapter 5: Return of the Mandalorian        | Bryce Dallas Howard | Jon Favreau               | 26 stycznia 2022   |
| 6  | Chapter 6: From the Desert Comes a Stranger | Dave Filoni         | Dave Filoni & Jon Favreau | 2 lutego 2022      |
| 7  | Chapter 7: In The Name of Honor             | Robert Rodriguez    | Jon Favreau               | 9 lutego 2022      |

## Produkcja

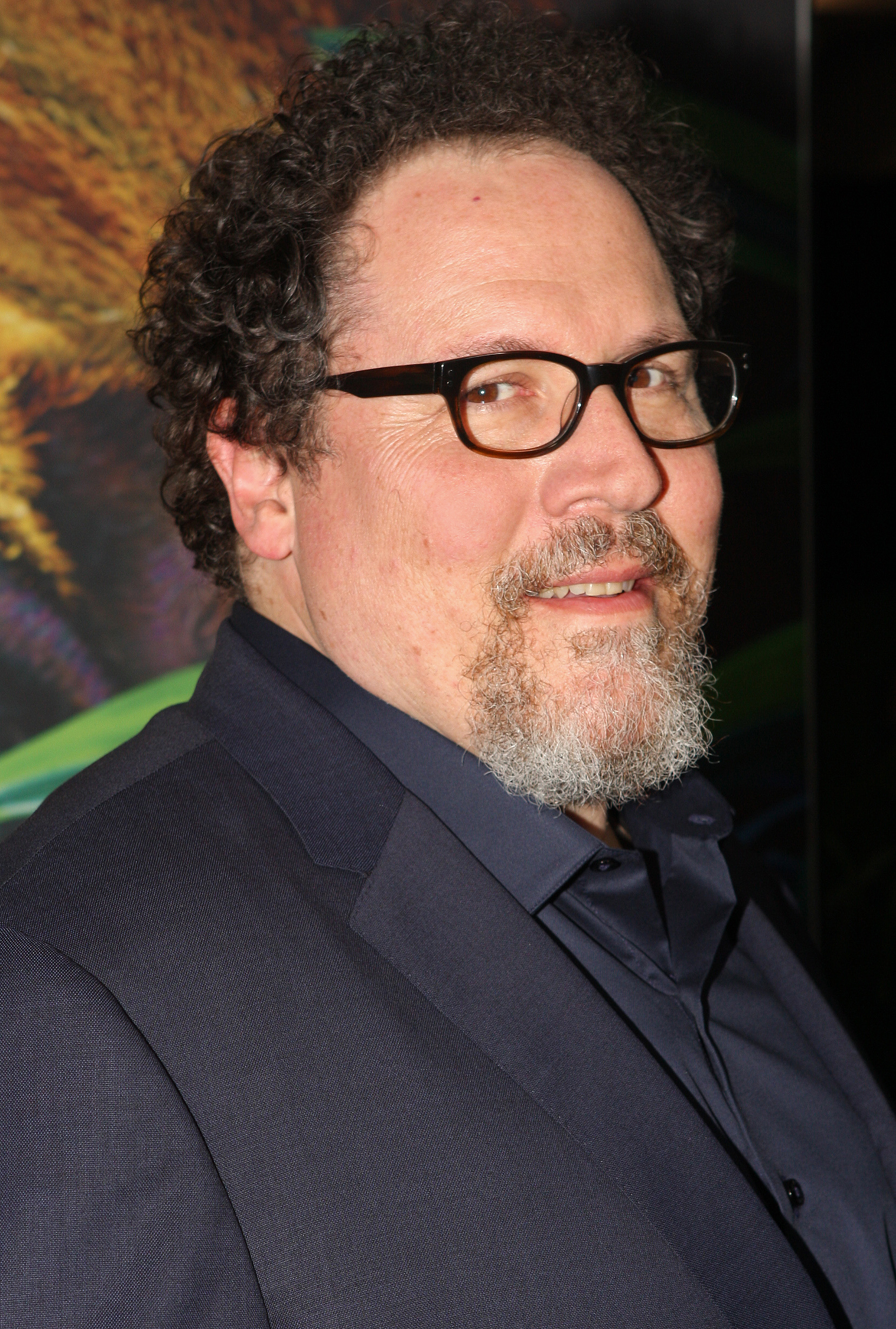
Jon Favreau, twórca i scenarzysta serialu

### Rozwój projektu
Na początku 2013 roku ogłoszono, że planowane są spin-offy serii Gwiezdne wojny, w tym o łowcy nagród, Bobie Fetcie. Miałby on być umiejscowiony pomiędzy Nową nadzieją, a Imperium kontratakuje lub Imperium kontratakuje, a Powrót Jedi. Na początku następnego roku Simon Kinberg poprosił Josha Tranka o przygotowanie filmu o Gwiezdnych wojnach, a ten zaproponował film, opowiadający historię Boby Fetta. W 2015 roku pokazany miał zostać pierwszy zwiastun produkcji, jednak po porażce filmu Fantastyczna Czwórka, stworzonego przez Tranka, projekt anulowano. Do tematu powrócono w 2017 roku, a za reżyserię odpowiedzialny miał być James Mangold, jednak pod koniec 2018 roku zaprzestano rozwijania projektu, a priorytet nadano serialowi The Mandalorian.
W lutym 2020 zapowiedziano, że rozważane są spin-offy serialu The Mandalorian. Postać Boby Fetta, zagrana przez Morrisona, pojawiła się w drugim sezonie serialu. Temuera Morrison zagrał ojca Boby, Jango w Gwiezdne wojny: część II – Atak klonów, a następnie podkładał głos Bobie.
Podczas Disney’s Investor Day 2020 ogłoszono 10 nowych produkcji ze świata Gwiezdnych wojen, jednak nie było wśród nich spin-offu o Bobie Fetcie. Potwierdzono powstanie dwóch innych seriali – Ahsoka oraz Rangers of the New Republic. W końcówce finału drugiego sezonu The Mandalorian pojawiła się informacja o powstaniu The Book of Boba Fett, co później potwierdził Jon Favreau. Wyjaśnił też, że nie ogłaszano tego podczas Disney’s Investor Day, aby nie „zepsuć widzom niespodzianki” i nie ujawniać zakończenia sezonu The Mandalorian. Ujawniono też, że serial będzie powiązany z dwoma zapowiedzianymi wcześniej, Ahsoka oraz Rangers of the New Republic. Producentami wykonawczymi są Kathleen Kennedy, Colin Wilson, Jon Favreau, Dave Filoni i Robert Rodriguez. Favreau jest autorem scenariuszy do wszystkich siedmiu odcinków serialu (w odcinku szóstym współtwórcą jest Filoni). Podobnie jak inne spin-offy ze świata Gwiezdnych wojen, Księga Boby Fetta jest osadzona na osi czasu The Mandalorian. Serial został opisany jako „The Mandalorian season 2.5”. Składa się z siedmiu odcinków.

### Casting
Wraz z oficjalnym ogłoszeniem serialu w grudniu 2020, potwierdzono, że Temuera Morrison i Ming-Na Wen ponownie wcielą się w swoje role Boby Fetta i Fennec Shand z The Mandalorian i innych wcześniejszych produkcji z serii Gwiezdnych wojen. Wen na początku myślała, że została zatrudniona do kolejnego sezonu serialu o Mandalorianinie. W listopadzie 2021 ujawniono, że Jennifer Beals pojawi się w serialu, a w styczniu 2022 potwierdzono angaż Sophie Thatcher. W czerwcu 2021 ujawniono, że w serialu mają pojawić się też inne postaci z The Mandalorian. Po premierze okazało się, swoje role powtórzyli Pedro Pascal, Emily Swallow, Amy Sedaris, Jon Favreau, Paul Sun-Hyung Lee, Timothy Olyphant, William Earl Brown, Rosario Dawson i Mark Hamill. W serialu pojawia się również postać Krrsantana, łowcy nagród rasy Wookiee, wprowadzonego w komiksach Marvel Comics’ Star Wars, grana przez Carey Jones, a także Cad Bane z serialów animowanych Wojny klonów i Parszywa zgraja, grany przez Coreya Burtona.

### Zdjęcia
Prace na planie serialu rozpoczęły się w Los Angeles pod koniec listopada 2020 w StageCraft w Los Angeles, przed rozpoczęciem kręcenia trzeciego sezonu The Mandalorian. Zdjęcia do pierwszego sezonu zakończyły się 7 czerwca 2021.
Na planie przestrzegano wytycznych dotyczących bezpieczeństwa COVID-19, a członkowie załogi nosili maski, raz w tygodniu wykonywano testy na obecność wirusa. Po dwóch tygodniach kręcenia, członkowie obsady i ekipy dowiedzieli się, że kręcą The Book of Boba Fett,, a nie trzeci sezon The Mandalorian. Trzy odcinki serialu wyreżyserował Rodriguez, a po jednym Steph Green, Kevin Tancharoen, Bryce Dallas Howard i Dave Filoni. Za zdjęcia odpowiadali David Klein, Paul Hughen i Dean Cundey. Montażem zajęli się Jeff Seibenick, Dylan Firshein, Andrew S. Eisen i Dana E. Glauberman.
Filmowanie zakończyło się 8 czerwca 2021 roku, gdy zaczęły się prace nad serialem Obi-Wan Kenobi.

## Muzyka
Pod koniec września 2021 ujawniono, że Ludwig Göransson, skomponuje muzykę do serialu. Wcześniej odpowiadał za nią w serialu The Mandalorian. Joseph Shirley, który również pracował przy The Mandalorian także był zaangażowany w stworzenie ścieżki dźwiękowej. Ostatecznie Göransson jest uznawany za autora muzyki tytułowej, a Shirley za kompozytora.

## Wydanie
Serial Księga Boby Fetta zadebiutował 29 grudnia 2021 roku na platformie Disney+. Pierwszy zwiastun produkcji wraz z plakatem i zdjęciami opublikowano 1 listopada 2021.